# گونزالو برگسیو
گونزالو برگسیو (اسپانیایی: Gonzalo Bergessio‎؛ زادهٔ ۲۰ ژوئیهٔ ۱۹۸۴) یک بازیکن فوتبال اهل آرژانتین است.

## باشگاهی
از باشگاه‌هایی که در آن بازی کرده‌است می‌توان به سن لورنزو، باشگاه فوتبال سن-اتین، باشگاه فوتبال راسینگ کلاب، بنفیکا، کاتانیا و سمپدوریا اشاره کرد.

## تیم ملی
وی همچنین در تیم ملی فوتبال آرژانتین بازی کرده است.